# نجد سهي
نجد سهي هو مركزٌ سعوديٌ تابعٌ لمحافظة يدمة التابعة لمنطقة نجران، في المملكة العربية السعودية. المركز من الفئة (ب)، ورمزه 2451 حسب دليل الترميز الموحد للمناطق الإدارية بالمملكة العربية السعودية.